# Wächterrat
Der Wächterrat (persisch شورای نگهبان قانون اساسی, DMG Šūrā-ye Negahbān-e Qānūn-e Asāsī, ‚Rat der Wächter des Grundgesetzes‘) ist Teil der iranischen Regierung und hat, neben dem Obersten Führer, die herausragendste Stellung im politischen System Irans. Er besteht aus zwölf ultrakonservativen Mitgliedern.

Der Wächterrat als zentrale Institution im politischen System Irans

## Zusammensetzung
Die zwölf Sitze im Wächterrat werden nach Artikel 91 der iranischen Verfassung zur Hälfte mit Geistlichen und zur Hälfte mit Juristen besetzt. Die sechs geistlichen Mitglieder werden vom Obersten Führer direkt ernannt, sechs Juristen aus verschiedenen Rechtsgebieten werden vom Parlament gewählt, wobei nur vom obersten Richter vorgeschlagene und genehmigte Personen vom Parlament gewählt werden dürfen. Der oberste Richter wird wiederum vom Obersten Führer ernannt.
Die Mitglieder werden für sechs Jahre ernannt. Alle drei Jahre scheidet die Hälfte der Mitglieder durch Losverfahren (Artikel 92) aus, während neue Mitglieder an ihre Stelle treten. Die Macht des Wächterrates beruht vor allem auf seinem umfassenden Vetorecht. Er zählt nach der Verfassung formell zur Legislative, übernimmt jedoch durch sein Vetorecht auch rechtsprechende Aufgaben. Der Politologe Wahied Wahdat-Hagh spricht von einem islamischen Politbüro.
Am 20. Februar 1980 wurden erstmals von Ajatollah Ruhollah Chomeini die geistlichen Mitglieder des Wächterrats ernannt. Am 17. Juli 1980 bestimmte das Parlament zum ersten Mal die Juristen. Der erste Wächterrat setzte sich zusammen aus den Geistlichen Abdar-Rahim Rabani Schirazi, Lotfallah Safi, Mohammed Reza Mahdavi-Kani, Ahmad Dschannati, Yusuf Sani, Golamreza Rezwani, sowie den Juristen Godarz Eftehar Dschahromi, Hossein Mehrpur, Mohsen Hadari, Ali Azad, Mohammed Salchi, Mohammed Abadi.

### Mitglieder des Wächterrats
1. Geistliche:
  - Ahmad Dschannati, Vorsitzender des Wächterrats
  - Mohammad-Reza Modarresi-Yazdi
2. Juristen:
  - Gholam-Hossein Elham
  - Abbas Ali Kadkhodaei, Sprecher des Wächterrats
  - Mohammad Reza Alizadeh
  - Hossein-Ali Amiri
  - Mohsen Esmaili
  - Abbas Ka'bi.

## Arbeitsweise
Die Idee, die Legislative und Exekutive einem islamisch-geistlichen Kontrollorgan zu unterstellen, geht auf den schiitischen Geistlichen Fazlollah Nuri zurück. Ein solches Organ wurde erstmals nach der islamischen Revolution 1979 mit der Einrichtung des Revolutionsrates realisiert. Mit Verabschiedung der neuen iranischen Verfassung am 3. Dezember 1979 übernahm der Wächterrat dessen Rolle: Er hat nach Artikel 94 die Aufgabe, sämtliche Beschlüsse des Parlaments innerhalb von zehn Tagen auf ihre Übereinstimmung mit den Prinzipien des Islam und der Verfassung der Islamischen Republik Iran zu überprüfen. Sind Widersprüche erkennbar, wird der Gesetzesvorschlag zurückgewiesen.
In der Verfassung heißt es in Grundsatz 96 dazu: 

„Die Feststellung des Übereinstimmens der Beschlüsse [des Parlaments] mit den islamischen Vorschriften wird von der Mehrheit der islamischen Rechtsgelehrten des Wächterrates und hinsichtlich des Übereinstimmens mit dem Grundgesetz von der Mehrheit aller Mitglieder des Wächterrates getroffen.“

Der ultrakonservative Wächterrat überwacht außerdem die Qualifizierung und Zulassung der Präsidentschaftskandidaten, der Kandidaten für den Expertenrat, der Kandidaten für das Parlament und steht in direktem Kontakt mit dem Revolutionsführer. Ein zentrales Beobachtungsgremium, vom Wächterrat ernannt, überwacht alle Wahlprozesse und gibt das Wahlergebnis bekannt.
Bei anhaltenden Differenzen zwischen Wächterrat und Parlament kann der Fall an den Schlichtungsrat, genannt Madschmae Taschkisse Maslehate Nesam ‚Versammlung zur Erkennung von Systeminteressen‘, verwiesen werden, der die Entscheidung zu fällen hat.
Zusätzlich obliegt dem Wächterrat die Auslegung der Verfassung. Gemäß Grundsatz 98 der Verfassung wird für eine solche Entscheidung eine Dreiviertel-Mehrheit benötigt. Wahied Wahdat-Hagh beschreibt die Rücknahme einer Entscheidung des Wächterrats aus dem Jahre 1998.

### Ausgewählte Entscheidungen
| Präsidentschaftswahlen            | Bewerber | zugel. Kandidaten |
| --------------------------------- | -------- | ----------------- |
| Präsidentschaftswahl im Iran 1989 | 79       | 2                 |
| Präsidentschaftswahl im Iran 1993 | ?        | 4                 |
| Präsidentschaftswahl im Iran 1997 | 238      | 4                 |
| Präsidentschaftswahl im Iran 2001 | 814      | 10                |
| Präsidentschaftswahl im Iran 2005 | 1014     | 8                 |
| Präsidentschaftswahl im Iran 2009 | 475      | 4                 |

 Frauen wurden bisher generell von Präsidentschaftswahlen ausgeschlossen.
Im Vorfeld der iranischen Parlamentswahl 2008 ließ der Wächterrat von 7600 Bewerbern um die 290 Sitze des Iranischen Parlaments 4476 zu. Außerdem wurde ein bisheriger Abgeordneter des Iranischen Parlaments für die Parlamentswahl 2008 disqualifiziert.
Nach der iranischen Präsidentschaftswahl 2009 wurden dem Wächterrat in der Funktion als Wahlprüfungskommission von den unterlegenen Kandidaten Mir Hossein Mussawi, Mohsen Rezai und Mehdi Karroubi eine Liste von insgesamt 646 Beanstandungen vorgelegt. Am 22. Juni erklärte der Sprecher des Wächterrats Abbas Ali Kadkhodaei, dass es keine Aufzeichnungen über größere Unregelmäßigkeiten bei der Wahl gegeben habe. Deshalb habe nach Ansicht des Gremiums keine Möglichkeit bestanden, die Wahl zu annullieren.